# Космічний радіозв'язок
Зв'язок на далекі відстані за допомогою радіохвиль. Різновидом космічного зв'язку є супутниковий зв'язок - це зв'язок зі штучними супутниками Землі.
Залежно від розташування передавальної та приймальної станцій можливі такі варіанти космічного радіозв'язку:
- Космічний об'єкт — космічний об'єкт
- Земля — космічний об'єкт
- Космічний об'єкт — Земля

Забезпечення двостороннього радіозв'язку на відстанях в десятки і сотні мільйонів кілометрів стало можливим завдяки створенню потужних передавачів, великих антен і дуже чутливої приймальної апаратури. Так, антена Центру далекого космічного зв'язку здатна приймати випромінювання від запаленого сірника на відстані більшій, ніж Місяць від Землі.
Вчені підтримують стійкий зв'язок з багатьма апаратами, що летять як до Місяця, Венери, Марса, так і до краю Сонячної системи та за її межі. Передають їм команди та одержують відповіді. Наприклад, 18 жовтня 1967 року між Венерою і Землею було перекинуто «радіоміст» завдовжки 75 млн км. Понад 1,5 години радіостанція «Венери-4» передавала неоцінену інформацію про атмосферу нашої «сусідки». А 13 липня 2015 року космічний зонд «Нові обрії» передав першу в історії фотографію Плутона високої чіткості на відстань 4,8 млрд. км.